# Lijst van voetbalinterlands Israël - Zwitserland
Deze lijst van voetbalinterlands is een overzicht van alle officiële voetbalwedstrijden tussen de nationale teams van Israël en Zwitserland. De landen speelden tot op heden negen keer tegen elkaar. De eerste ontmoeting, een vriendschappelijke wedstrijd, werd gespeeld in Tel Aviv op 14 februari 1968. Het laatste duel, een kwalificatiewedstrijd voor het Europees kampioenschap voetbal 2024, vond plaats op 15 november 2023 in Felcsút (Hongarije).

## Wedstrijden
| № | Plaats    | Datum            | Competitie           | Wedstrijd            | Uitslag |
| - | --------- | ---------------- | -------------------- | -------------------- | ------- |
| 1 | Tel Aviv  | 14 februari 1968 | Vriendschappelijk    | Israël – Zwitserland | 2 – 1   |
| 2 | Aarau     | 19 mei 1987      | Vriendschappelijk    | Zwitserland – Israël | 1 – 0   |
| 3 | Ramat Gan | 16 december 1987 | Vriendschappelijk    | Israël – Zwitserland | 0 – 2   |
| 4 | Tel Aviv  | 9 oktober 2004   | WK 2006 kwalificatie | Israël – Zwitserland | 2 – 2   |
| 5 | Bazel     | 3 september 2005 | WK 2006 kwalificatie | Zwitserland – Israël | 1 – 1   |
| 6 | Tel Aviv  | 6 september 2008 | WK 2010 kwalificatie | Israël – Zwitserland | 2 – 2   |
| 7 | Bazel     | 14 oktober 2009  | WK 2010 kwalificatie | Zwitserland – Israël | 1 – 1   |
| 8 | Genève    | 28 maart 2023    | EK 2024 kwalificatie | Zwitserland − Israël | 3 − 0   |
| 9 | Felcsút   | 15 november 2023 | EK 2024 kwalificatie | Israël − Zwitserland | 1 − 1   |

## Samenvatting
| Competitie        | Totaal gespeeld | Winst Israël | Gelijk | Winst Zwitserland | Doelsaldo Israël – Zwitserland |
| ----------------- | --------------- | ------------ | ------ | ----------------- | ------------------------------ |
| WK-kwalificatie   | 4               | 0            | 4      | 0                 | 5 − 5                          |
| EK-kwalificatie   | 2               | 0            | 1      | 1                 | 1 − 4                          |
| Vriendschappelijk | 3               | 1            | 0      | 2                 | 2 − 4                          |
| Totaal            | 9               | 1            | 5      | 3                 | 8 − 13                         |

## Details

### Derde ontmoeting
De derde ontmoeting tussen de nationale voetbalploegen van Israël en Zwitserland vond plaats op 16 december 1987. Het vriendschappelijke duel, bijgewoond door 4.000 toeschouwers, werd gespeeld in het Nationaal Stadion in Ramat Gan, Israël, en stond onder leiding van scheidsrechter Rosario Lo Bello uit Italië. Hij deelde één gele kaart uit. Namens Zwitserland maakte Philippe Hertig (Servette) zijn debuut voor de nationale ploeg. Voor Israël kwamen Yigal Menahem (Maccabi Netanya) en doelman Ofer Fabian (Maccabi Petah Tikva) voor het eerst uit voor hun vaderland.
| Vriendschappelijk (Ramat Gan, Israël, 16 december 1987): |              | |
| Israël | 0 – 2        | Zwitserland |
| | goals        | 37' Beat Sutter 61' Christophe Bonvin |
| Miljenko Mihić | bondscoach   | Daniel Jeandupeux |
| Ofer Fabian Yaron Parselani Menashe Shimonov Avi Cohen Ephraim Davidi Uri Malmilian 46' Avinoam Ovadia Nir Klinger Moshe Sinai Daniel Brailovsky Shahar Barel 26' | opstellingen | Martin Brunner 35' Stefan Marini Martin Weber Alain Geiger Marco Schällibaum 62' Marcel Koller 80' Thomas Bickel Heinz Hermann Beat Sutter Hans-Peter Zwicker Christophe Bonvin |
| Ygal Menahem 26' Mordechai Iwanir 46' | wissels      | 35' Philippe Hertig 62' Martin Andermatt 80' Urs Bamert |
| | gele kaarten | 90' Marco Schällibaum |

### Vierde ontmoeting
| WK 2006 kwalificatie (Tel Aviv, Israël, 9 oktober 2004): |       |                                         |
| Israël                                                   | 2 – 2 | Zwitserland                             |
| Yossi Benayoun 9' Yossi Benayoun 48'                     | goals | 26' Alexander Frei 34' Johan Vonlanthen |

### Vijfde ontmoeting
| WK 2006 kwalificatie (Basel, Zwitserland, 3 september 2005): |       |                  |
| Zwitserland                                                  | 1 – 1 | Israël           |
| Alexander Frei 5'                                            | goals | 20' Adoram Keisi |

### Zesde ontmoeting
| WK 2010 kwalificatie (Ramat Gan, Israël, 6 september 2008): |       |                                  |
| Israël                                                      | 2 – 2 | Zwitserland                      |
| Yossi Benayoun 73' Ben Sahar 90+2'                          | goals | 45' Hakan Yakin 55' Blaise Nkufo |

IFA · A-internationals · Kwalificatiewedstrijden · Bondscoaches · Statistieken · Israëlisch vrouwenelftal · Olympisch elftal · Israël U21 · Israël U20 · Israël U19 · Israël U18 · Israël U17 · Israël U16
1934 – 1939 · 
1940 – 1949 · 
1950 – 1959 · 
1960 – 1969 · 
1970 – 1979 · 
1980 – 1989 · 
1990 – 1999 · 
2000 – 2009 · 
2010 – 2019 ·
2020 − 2029
WK 1970
1934 · 
1935–1937 · 
1938 · 
1939 · 
1948 · 
1941–1947 · 
1948 · 
1949 · 
1950 · 
1951–1952 · 
1953 · 
1954 · 
1955 · 
1956 · 
1957 · 
1958 · 
1959 · 
1960 · 
1961 · 
1962 · 
1963 · 
1964 · 
1965 · 
1966 · 
1967 · 
1968 · 
1969 · 
1970 · 
1971 · 
1972 · 
1973 · 
1974 · 
1975 · 
1976 · 
1977 · 
1978 · 
1979 · 
1980 · 
1981 · 
1982 · 
1983 · 
1984 · 
1985 · 
1986 · 
1987 · 
1988 · 
1989 · 
1990 · 
1991 · 
1992 · 
1993 · 
1994 · 
1995 · 
1996 · 
1997 · 
1998 · 
1999 · 
2000 · 
2001 · 
2002 · 
2003 · 
2004 · 
2005 · 
2006 · 
2007 · 
2008 · 
2009 · 
2010 · 
2011 · 
2012 · 
2013 · 
2014 · 
2015 ·
2016 ·
2017 ·
2018 ·
2019 ·
2020 ·
2021 ·
2022 ·
2023
Albanië · 
Andorra ·
Argentinië ·
Armenië ·
Australië ·
Azerbeidzjan ·
België ·
Bosnië en Herzegovina ·
Brazilië ·
Bulgarije ·
Chili ·
Colombia ·
Cyprus ·
Denemarken ·
Duitsland ·
Engeland ·
Estland ·
Ethiopië ·
Faeröer ·
Filipijnen ·
Finland ·
Frankrijk ·
Georgië ·
GOS ·
Griekenland ·
Guatemala ·
Honduras ·
Hongarije ·
Hongkong ·
Ierland ·
IJsland ·
India ·
Iran ·
Italië ·
Ivoorkust ·
Japan ·
Joegoslavië ·
Kosovo ·
Kroatië ·
Letland ·
Liechtenstein ·
Litouwen ·
Luxemburg ·
Maleisië ·
Malta ·
Mexico ·
Moldavië ·
Montenegro ·
Myanmar ·
Nederland ·
Nieuw-Zeeland ·
Noord-Ierland ·
Noord-Macedonië ·
Noorwegen ·
Oekraïne ·
Oezbekistan ·
Oostenrijk ·
Pakistan ·
Polen ·
Portugal ·
Roemenië ·
Rusland ·
San Marino ·
Schotland ·
Servië ·
Singapore ·
Slovenië ·
Slowakije ·
Sovjet-Unie ·
Spanje ·
Taiwan ·
Thailand ·
Tsjechië ·
Turkije ·
Uruguay ·
Verenigde Staten ·
Wales ·
Wit-Rusland ·
Zambia ·
Zuid-Afrika ·
Zuid-Korea ·
Zuid-Vietnam ·
Zweden ·
Zwitserland
SFV · A-internationals · Selecties · Bondscoaches · Zwitsers vrouwenelftal · Olympisch elftal · Zwitserland U21 · Zwitserland U19 · Zwitserland U18 · Zwitserland U17 · Zwitserland U16 · Vrouwen U17
1905 – 1919 · 
1920 – 1929 · 
1930 – 1939 · 
1940 – 1949 · 
1950 – 1959 · 
1960 – 1969 · 
1970 – 1979 · 
1980 – 1989 · 
1990 – 1999 · 
2000 – 2009 · 
2010 – 2019 · 
2020 – 2029
EK's: 1996 · 
2004 · 
2008 · 
2016 · 
2020 · 
2024
WK's: 1934 · 
1938 · 
1950 · 
1954 · 
1962 · 
1966 · 
1994 · 
2006 · 
2010 · 
2014 · 
2018 · 
2022
OS: 1924 · 
1928 · 
2012
1905 · 
1906 · 1907 · 
1908 · 
1909 · 
1910 · 
1911 · 
1912 · 
1913 · 
1914 · 
1915 · 
1916 · 
1917 · 
1918 · 
1919 · 
1920 · 
1921 · 
1922 · 
1923 · 
1924 · 
1925 · 
1926 · 
1927 · 
1928 · 
1929 · 
1930 · 
1931 · 
1932 · 
1933 · 
1934 · 
1935 · 
1936 · 
1937 · 
1938 · 
1939 · 
1940 · 
1941 · 
1942 · 
1943 · 
1944 · 
1945 · 
1946 · 
1947 · 
1948 · 
1949 · 
1950 · 
1952 ·
1952 · 
1953 · 
1954 · 
1955 · 
1956 · 
1957 · 
1958 · 
1959 · 
1960 · 
1961 · 
1962 · 
1963 · 
1964 · 
1965 · 
1966 · 
1967 · 
1968 · 
1969 · 
1970 · 
1971 · 
1972 · 
1973 · 
1974 · 
1975 · 
1976 · 
1977 ·
1978 · 
1979 · 
1980 · 
1981 · 
1982 · 
1983 · 
1984 · 
1985 · 
1986 · 
1987 · 
1988 · 
1989 · 
1990 ·
1991 · 
1992 · 
1993 · 
1994 ·
1995 · 
1996 · 
1997 · 
1998 · 
1999 · 
2000 · 
2001 · 
2002 · 
2003 · 
2004 · 
2005 · 
2006 · 
2007 · 
2008 · 
2009 · 
2010 · 
2011 · 
2012 · 
2013 ·
2014 ·
2015 ·
2016 ·
2017 ·
2018 ·
2019 ·
2020 ·
2021 ·
2022
Albanië ·
Algerije · 
Andorra · 
Argentinië ·
Australië ·
Azerbeidzjan ·
België ·
Bolivia ·
Bosnië en Herzegovina ·
Brazilië ·
Bulgarije ·
Canada ·
Chili ·
China ·
Colombia ·
Costa Rica ·
Cyprus ·
Denemarken ·
DDR ·
Duitsland ·
Ecuador ·
Egypte ·
Engeland · 
Estland ·
Faeröer ·
Finland ·
Frankrijk ·
Georgië ·
Ghana ·
Gibraltar ·
Griekenland ·
Honduras ·
Hongarije ·
Hongkong ·
Ierland ·
IJsland ·
Israël ·
Italië ·
Ivoorkust ·
Jamaica ·
Japan ·
Joegoslavië ·
Kameroen ·
Kenia ·
Kosovo ·
Kroatië ·
Letland ·
Liechtenstein ·
Litouwen ·
Luxemburg ·
Malta ·
Marokko ·
Mexico ·
Moldavië ·
Montenegro ·
Nederland ·
Nigeria ·
Noord-Ierland ·
Noorwegen ·
Oekraïne ·
Oman ·
Oostenrijk ·
Panama ·
Peru ·
Polen ·
Portugal ·
Qatar ·
Roemenië ·
Rusland ·
Saarland ·
San Marino ·
Schotland ·
Servië ·
Slovenië ·
Slowakije ·
Sovjet-Unie · 
Spanje ·
Togo ·
Tsjechië ·
Tsjecho-Slowakije ·
Tunesië ·
Turkije ·
Uruguay ·
Venezuela ·
VA Emiraten ·
Verenigde Staten ·
Wales ·
Wit-Rusland ·
Zimbabwe ·
Zuid-Korea ·
Zweden
Albanië (2016) ·
Argentinië (2014) ·
Brazilië (2018) ·
Chili (2010) ·
Costa Rica (2018) ·
Ecuador (2014) ·
Frankrijk (2006) ·
Frankrijk (2014) ·
Frankrijk (2016) ·
Frankrijk (2021) ·
Honduras (2010) · 
Honduras (2014) · 
Italië (2021) · 
Oekraïne (2006) ·
Portugal (2008)  · 
Portugal (2022) · 
Roemenië (2016) · 
Servië (2018) ·
Spanje (2010) ·
Spanje (2021) ·
Togo (2006) ·
Tsjechië (2008) ·
Turkije (2008) ·
Turkije (2021) ·
Wales (2021) ·
Zuid-Korea (2006) ·
Zweden (2018)